# Pomnik Juliusza Tarnowskiego w Tarnobrzegu
Pomnik Juliusza Tarnowskiego w Tarnobrzegu – odsłonięty w 2003 r. pomnik powstańca styczniowego Juliusza Tarnowskiego. Pomnik jest darem Andrzeja Pityńskiego i znajduje się na Placu Antoniego Surowieckiego, naprzeciwko siedziby Prezydenta Miasta Tarnobrzega.